# Sphegigaster panda
Sphegigaster panda är en stekelart som beskrevs av Huang 1990. Sphegigaster panda ingår i släktet Sphegigaster och familjen puppglanssteklar. Inga underarter finns listade i Catalogue of Life.